# Agapanthia irrorata
Agapanthia irrorata là một loài bọ cánh cứng trong họ Cerambycidae.